# Franz Isenegger
Franz Isenegger (...) è un ex bobbista svizzero.

## Biografia
Viene ricordato come vincitore di una medaglia d'argento nella sua disciplina, vittoria avvenuta ai campionati mondiali del 1981 (edizione tenutasi a Cortina d'Ampezzo, Italia) insieme ai connazionali Kurt Poletti, Franz Weinberger e Hans Hiltebrand
Nell'edizione l'oro andò alla Germania, il bronzo all'altra nazionale svizzera. L'anno successivo ai mondiali del 1982 vinse una medaglia di bronzo sempre nel bob a quattro.